# Комплекс Н1-Л3
Комплекс Н1 — Л3 — радянський космічний комплекс, який розроблявся в рамках програми Н1-Л3. Призначенням комплексу було забезпечення виведення на орбіту Місяця апарата з людиною на борту, успішну посадку 1 космонавта на поверхню місяця в місячному кораблі (11Ф94), гарантований старт з нього, стикування з орбітальним кораблем (11Ф93) і вдале його повернення на Землю.
Надалі комплекс зобов'язали також здійснювати посадку на Місяць місячного корабля з екіпажем 1-2 людини і їх повернення на Землю.
Розробка попереднього ескізного проєкту була закінчена в другій половині 1964 року.

## Історія програми
3 серпня 1964 ЦК КПРС ставить перед головним конструктором Корольовим мету — здійснити висадку одного радянського космонавта на Місяці перед тим, як США доставлять на Місяць свого астронавта.
З вересня 1964 р. починаються роботи по цьому проєкту. У першому варіанті передбачалося запустити три надважких РН Н-1, які виводили на навколоземну орбіту компоненти місячного корабля. Перший модуль космічного корабля масою 138 тонн був розгінний блок. До Місяця наближався 40-тонний модуль, який, провівши кілька корекцій траєкторії у дорозі, відразу виводився в потрібну точку місячного диску для прямої посадки.
Для забезпечення посадки на Місяць основною стала програма Н1-Л3 С. П. Корольова, а не УР-700-ЛК700 В. М. Челомея. На думку деяких дослідників програма УР700-ЛК700 була реалістичнішою, оскільки спиралася на відпрацьовані технології в той час, як програма Н1-Л3 для своєї реалізації вимагала мобілізації науково-технічного і виробничого потенціалу всього СРСР. Частково ця думка підтверджується тим, що РН УР-500, вона ж «Протон», з цієї ж серії стала найнадійнішою РН у світі.

## Склад комплексу

Ракета-носій H1

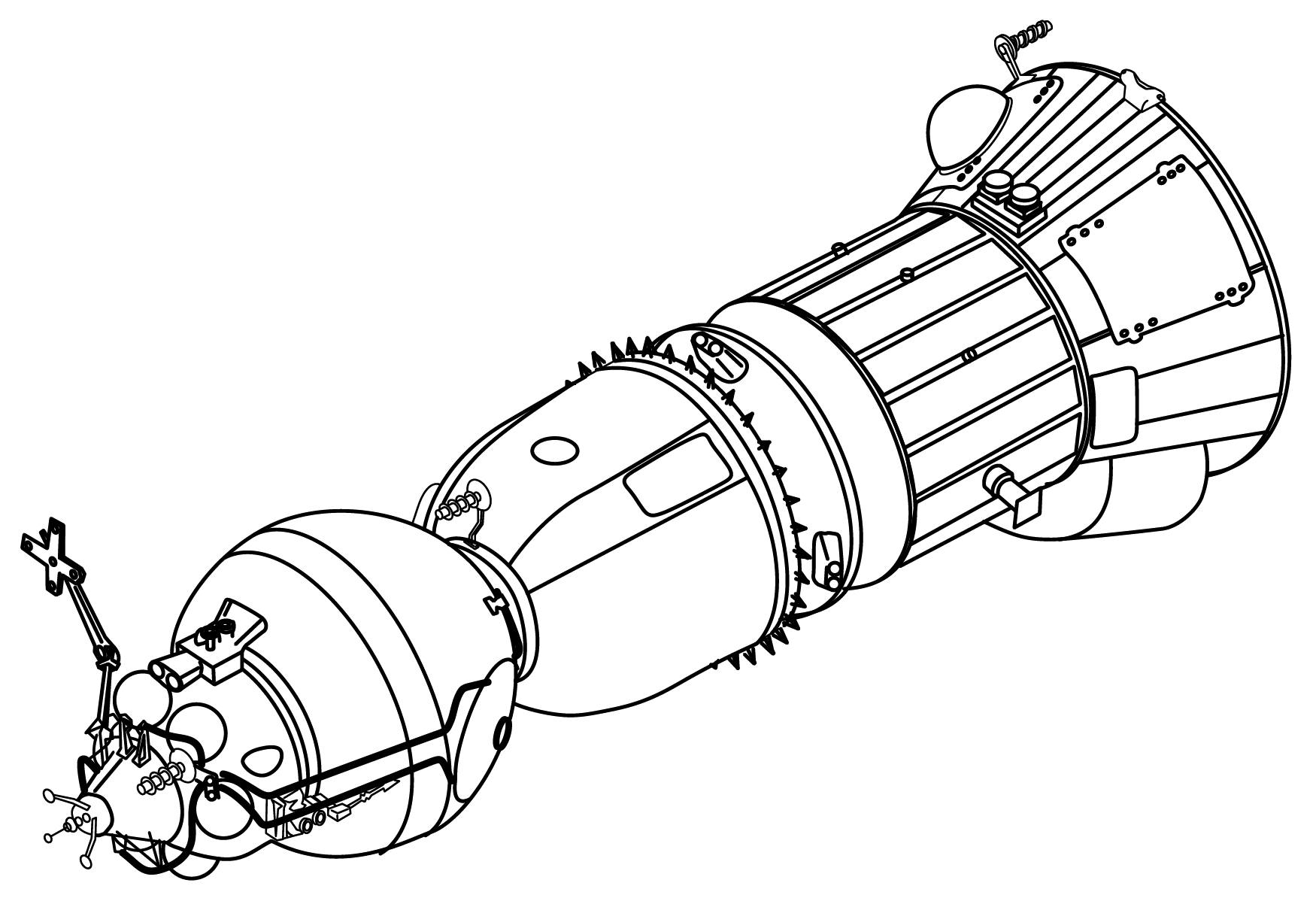
Місячний орбітальний корабель

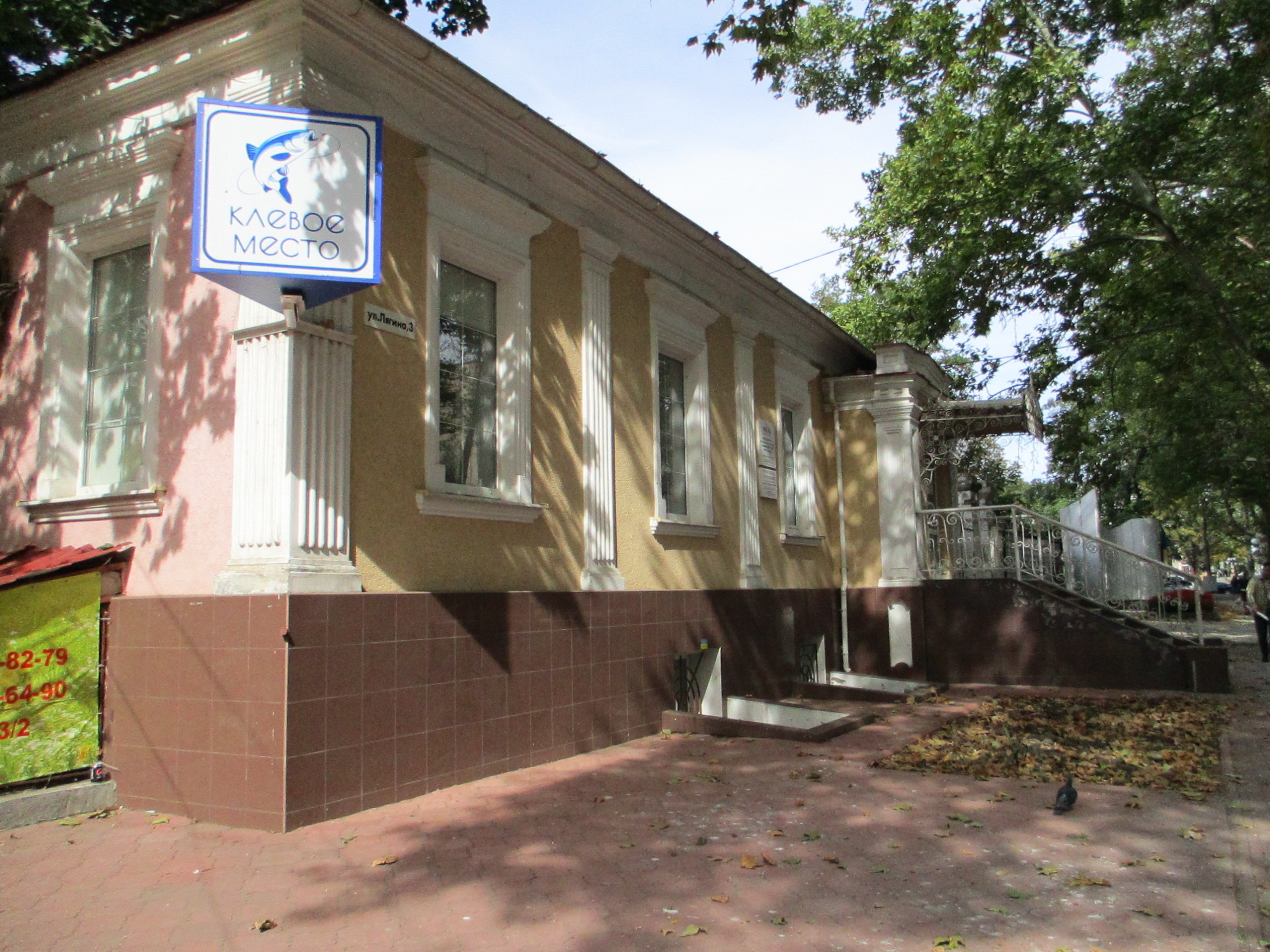
Місячний посадковий модуль

Комплекс Л3

Штатний РКК Н1-Л3 складається з РН H1 (11А52), місячної орбітальної станції (МОС) і ракетного блоку «Г».
МОС у своєму складі має:
- місячний орбітальний корабель (ЛОК);
- місячної посадкової станції (МПС);
- ракетного блоку «Д».

МОК включає:
- побутовий відсік (ПО)
- спускний апарат (СА);
- приладно-агрегатний відсік (ПАВ);
- ракетний блок «І».

ЛПС складається з:
- місячного корабля (МК);
- ракетного блоку «Е»;
- місячного посадкового пристрою (МПП).

## Загальна схема експедиції на Місяць
До складу місячної експедиції входять:
- штатний РКК Н1-Л3;
- резервний РКК Н1-Л3;
- два самохідних місячних апарати Е-8.

При забезпеченні місячної експедиції передбачено використання ШСЗ «Молния-1» і «Прогноз».

## Призначення
Штатний РКК Н1-Л3 призначається для доставки космонавта на Місяць, виконання спеціальної програми технічних, наукових і військово-прикладних досліджень, зльоту космонавта з Місяця, повернення екіпажу до Землі і виконання маневру при спуску для посадки СА в заданому районі.

## Галерея

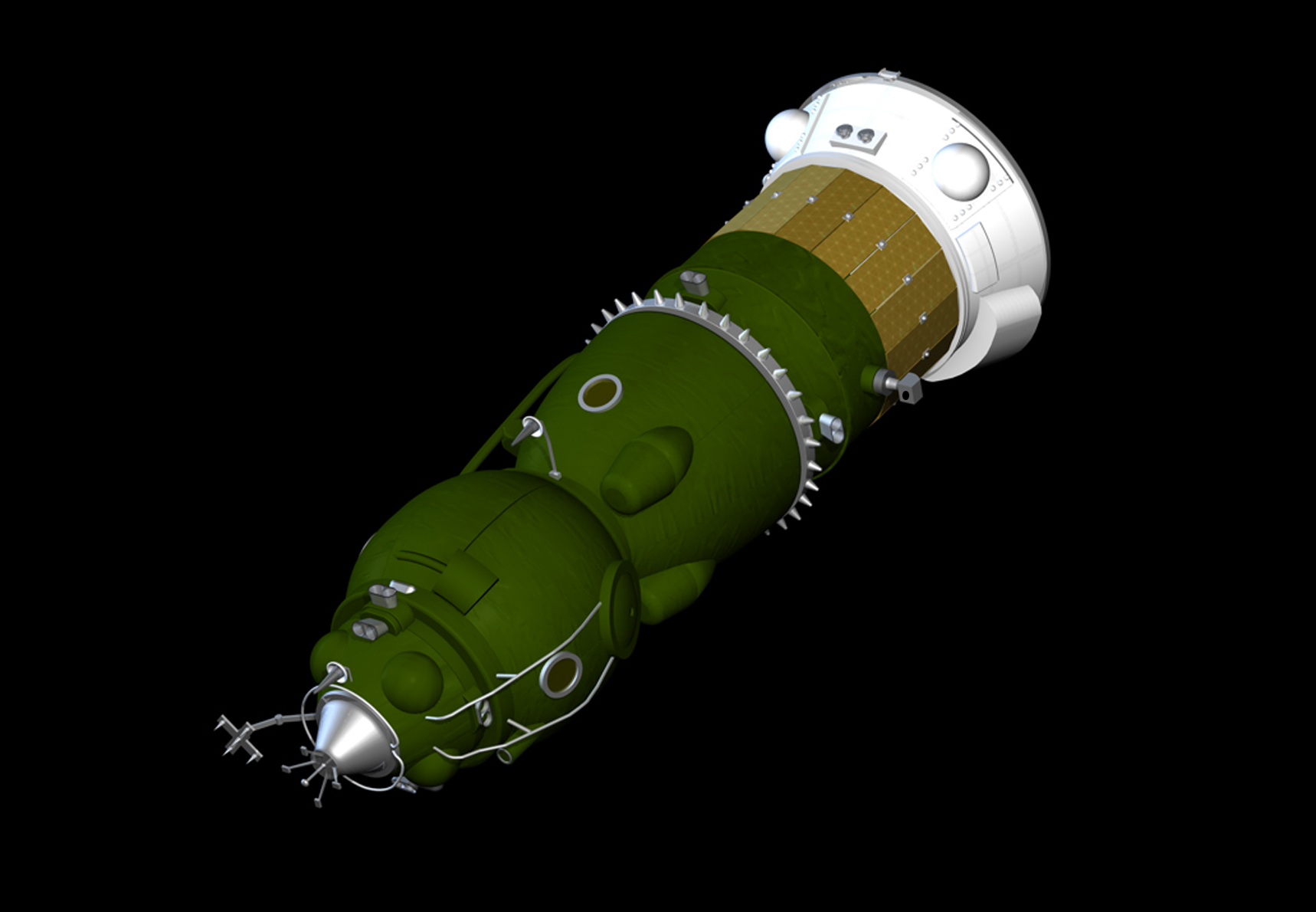
Союз 7К-ЛОК
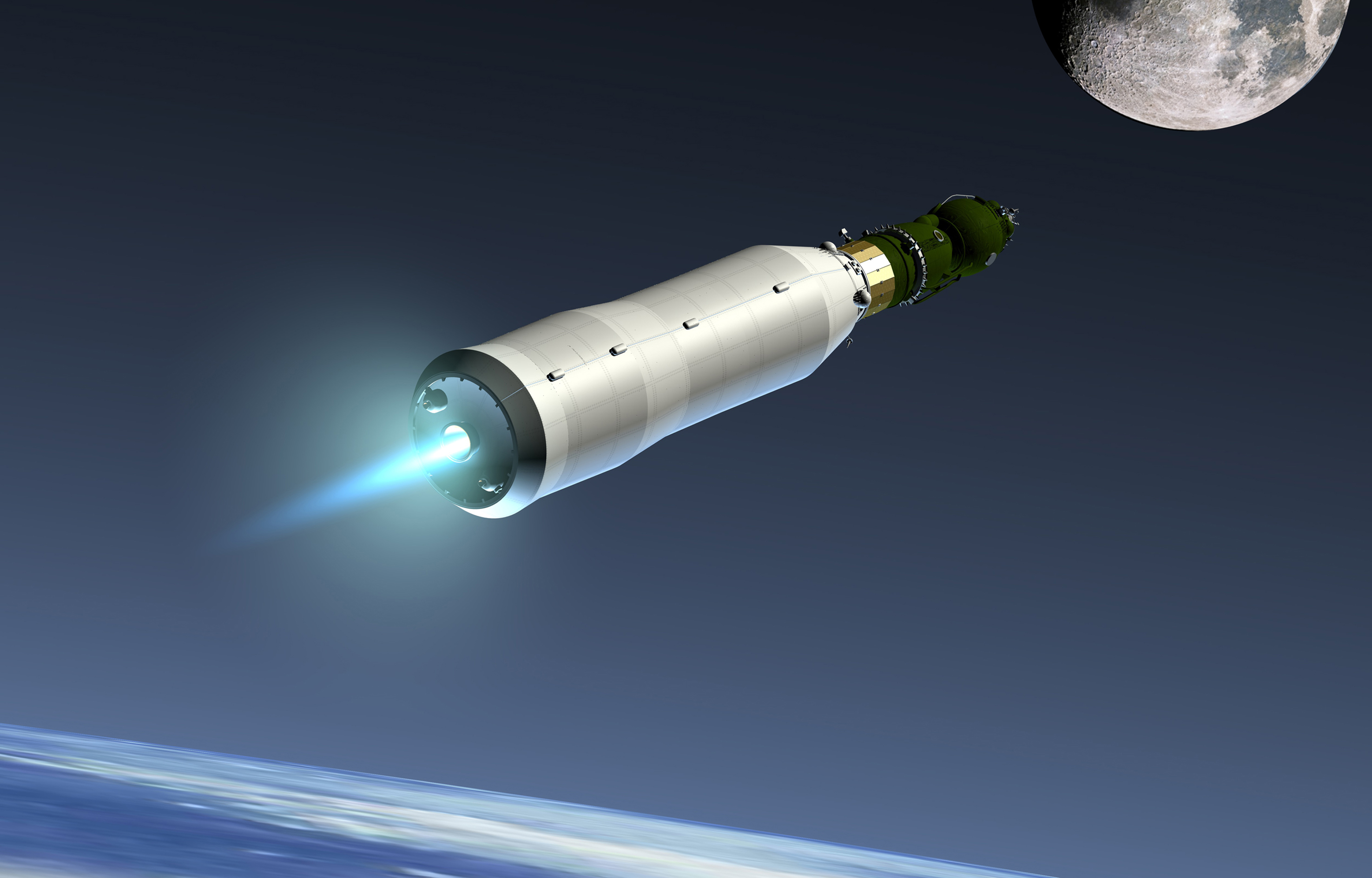
7К-ЛОК на орбите
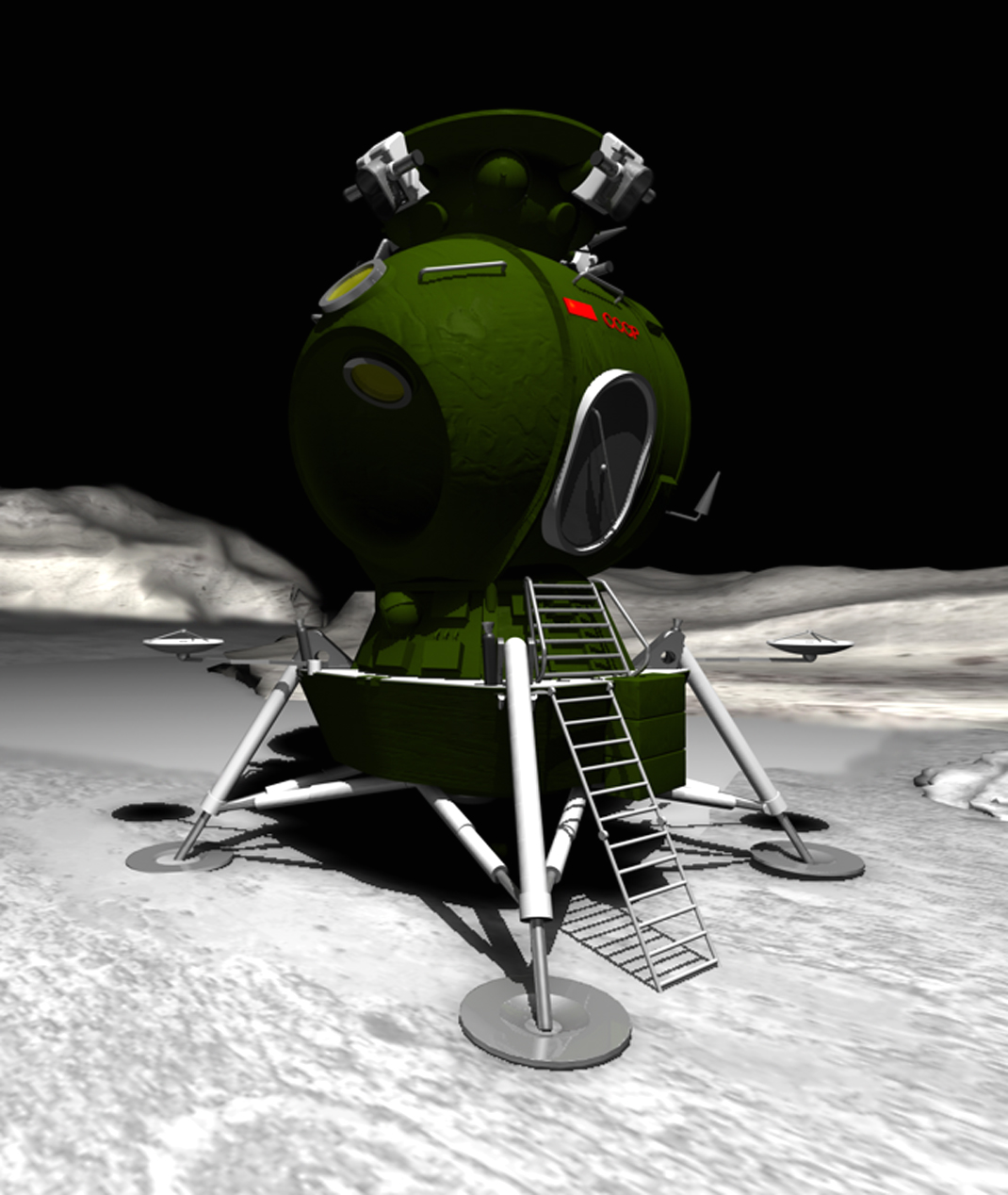
Місячний корабель
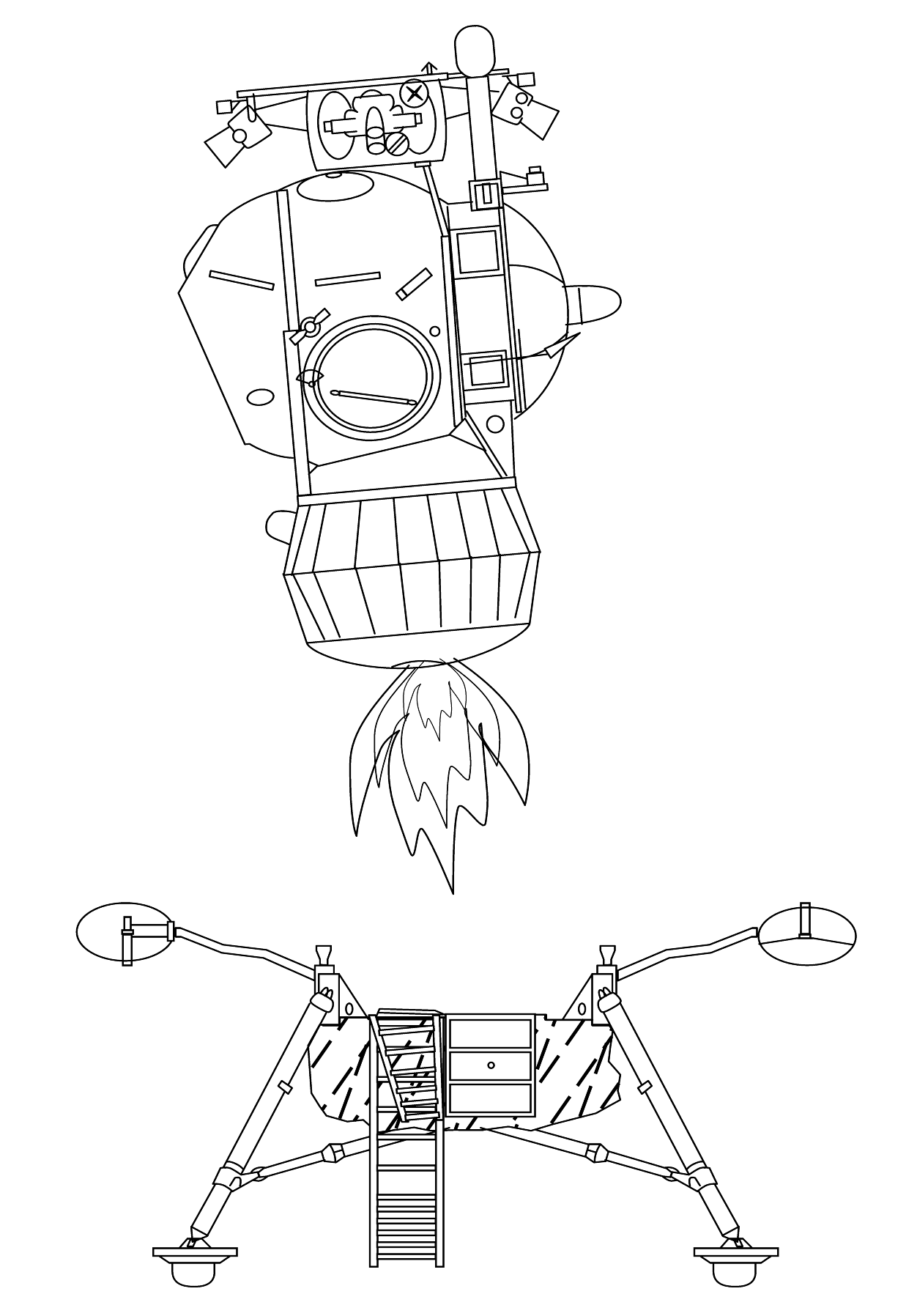
Старт МК

## Також
- Програма Н1-Л3
- Союз 7К-ЛОК
- Місячний корабель